# Життєвий цикл продукції
Життє́вий цикл проду́кції (ви́робу) (англ. product lifecycle) — сукупність взаємопов'язаних процесів послідовної зміни стану продукції від початку дослідження та обґрунтування розроблення до припинення експлуатації виробу, застосування (зберігання) матеріалу
Під терміном «продукція» тут розуміється матеріальний результат трудової діяльності або виробничих процесів, що має корисні властивості і призначений для використання споживачем.
Зазвичай послідовними етапами життя кожного виробу як технічної системи є: наукове відкриття у даній сфері — визначення можливості створення виробу — технічне втілення задуму шляхом розробки видів виробів — освоєння їх у виробництві — виготовлення в промислових умовах — споживання (експлуатація) — утилізація. Ці етапи повторюються в житті кожного виду продукції. Оскільки, різні повторення, що піддаються визначенню, означають терміном «цикл», то для характеристики стадій, що послідовно повторюються, й етапів у житті виробів використовують термін «життєвий цикл продукції».
Визначення життєвого циклу продукції і типовий зміст робіт на його стадіях встановлюють державні стандарти відповідно до яких весь життєвий цикл продукції поділяють на чотири стадії: наукове дослідження і проектування; виготовлення продукції; обіг продукції; споживання (експлуатація) й утилізація продукції.

## Дослідження і проектування продукції
Ця стадія передбачає проведення таких етапів, як наукове дослідження та обґрунтування розробки, власне розроблення продукції та підготовлення її виробництва.
Дослідження та обґрунтування розробки — стадія життєвого циклу продукції від виникнення задуму до обґрунтування можливості й доцільності створення виробів і матеріалів.
Фундаментальні наукові дослідження — початковий етап повного життєвого циклу продукції. Процес творчості на цих етапах розглядають як процес створення нових знань, ідей, за якими проводять прикладні науково-дослідні роботи. При цьому прикладні дослідження є ланкою між новими знаннями, отриманими у ході теоретичних досліджень, і прикладними знаннями. У результаті виконання робіт на цих етапах суспільство отримує інформацію про можливості матеріалізації нових знань, тобто про технічне втілення ідей, відкриттів тощо.
Прикладні науково-дослідні роботи — це роботи, в результаті яких на основі використання інформації про можливості технічного втілення ідей створюють нові, досконаліші моделі конструкцій, засобів автоматизації, нові технологічні процеси тощо.
Розроблення продукції — стадія життєвого циклу продукції, яка полягає у зміні стану продукції — від формулювання вимог технічного завдання щодо виконання дослідно-конструкторських (ДКР) чи науково-дослідних (НДР) робіт на створення (модернізацію) продукції до втілення їх у нових (модернізованих) дослідних зразках, у нових (модифікованих) матеріалах.
Науково-дослідне розроблення — частина підготовлення виробництва, що полягає у проведенні прикладних досліджень, пов'язаних з удосконаленням продукції, техніки, технології, складу застосовуваних матеріалів, організації виробництва, праці та керування, що передбачає проведення
- дослідно-конструкторських робіт — сукупності робіт над створенням конструкторської та технологічної документації, виготовленням та випробуванням дослідного або головного зразка продукції;
- дослідно-технологічих робіт — сукупність робіт над створенням нових речовин, матеріалів та (або) технологічних процесів.

Розроблення нового виробу проводиться інженерно-технічним персоналом шляхом проектування й конструювання, що є взаємно пов'язаними процесами, які доповнюють одне одного. Конструктивні форма і розміри об'єкта уточнюються застосуванням методів проектування — проведенням розрахунків параметрів, розрахунків на міцність, оптимізаційних розрахунків тощо. У свою чергу, проектування є можливим лише при попередньо обраних варіантах конструктивного виконання. Часто ці два процеси не розділяють, так як вони виконуються, зазвичай, спеціалістами однієї професії — інженерами-конструкторами, хоча кожен з них має свої особливості. Розроблення продукції завершується отриманням її зразка.
Дослідний зразок — зразок продукції, виготовлений за наново розробленою документацією для перевірки шляхом випробувань відповідності її заданим технічним вимогам з метою прийняття рішення про можливість впровадження у виробництво і (чи) використання за призначенням.
Головний зразок — перший екземпляр чи примірник виробу, виготовлений за новорозробленою документацією для використання його як за призначенням, так і для одночасного опрацювання конструкції та технічної документації з метою поліпшення виробництва та експлуатації решти екземплярів цієї партії чи серії.
Підготовлення виробництва продукції — сукупність заходів, що забезпечують готовність підприємства до освоєння виробництва продукції необхідної якості та у визначеному обсязі випуску і включає:
- конструкторське підготовлення виробництва — створення комплекту конструкторської документації, необхідної для виготовлення та експлуатації виробу (виробів);
- технологічне підготовлення виробництва — сукупність заходів, яка охоплює проектування технологічних процесів виробництва, вибір та розміщення устаткування, визначення технологічного оснащення, розроблення методів технічного контролю, нормування матеріально-технічних витрат і забезпечує випуск продукції потрібного рівня якості за встановлених термінів та обсягів випуску[2].

## Виготовлення продукції
Виробництво продукції — процес організації та здійснення виготовлення продукції.
Стадію виробництва продукції укрупнено можна розділити на дві підстадії:
- підготовку промисловості до виробництва нового (вдосконаленого) виробу і його освоєння;
- власне виготовлення виробу як продукту праці.

Організаційно-планова підготовка виробництва, а саме: адаптація виробничої та організаційної структур підприємства до умов виготовлення нової продукції, забезпечення потрібним обладнанням, перепланування технологічних схем і розміщення устаткування в підрозділах, розробка календарно-планових нормативів (серій виробів, партій деталей, виробничих циклів тощо), обґрунтування методу переходу на випуск нових виробів.
У серійному (масовому) виробництві виріб проходить ряд послідовних етапів: економічне освоєння (доведення технологічних процесів, конструкторської документації, адаптація всіх служб тощо); стабільне (стале) виготовлення продукції; модернізація і вдосконалення споживчих властивостей продукції; зняття з виробництва.

## Реалізація продукції
Реалізація продукції — постачання продукції, яка оплачена покупцем або на яку є згода покупця щодо оплати в майбутньому поставленої йому продукції, що включає підготовку до транспортування, транспортування, зберігання; монтаж і підготовку до експлуатації.

## Експлуатація та утилізація продукції
Експлуатація виробу — стадія життєвого циклу продукції, на якій реалізують, підтримують та відновляють якість виробу.
Стадія експлуатації виробу складається з низки етапів, серед яких власне експлуатація (застосування), включаючи обслуговування, ремонт, відновлення, тобто експлуатацію продукту з метою вияву його корисного ефекту, заради якого продукцію було створено.
На етапі власне експлуатації ставиться мета високоефективного використання продукції у споживача. Її реалізовують шляхом розробки експлуатаційної документації і науково обґрунтованих норм витрачання запасних частин, забезпечення необхідного рівня надійності продукції.
Утилізація продукції — комплекс технологічних операцій, спрямованих на використання як вторинної сировини продукції, що втратила свої корисні властивості. Ця стадія, також, передбачає зняття з виробництва; демонтаж та утилізацію ліквідованих знарядь праці (предметів споживання).